# Propriété de relèvement des homotopies
En mathématiques, en particulier en théorie de l'homotopie en topologie algébrique, la propriété de relèvement des homotopies est une condition technique sur une fonction continue d'un espace topologique E dit total à un autre, B dit espace de base. Moralement, cette propriété énonce que toute homotopie dans l'espace de base se relève en une homotopie dans l'espace total E.
Par exemple, un revêtement a une propriété de relèvement local unique des chemins vers un ouvert de la fibre donnée ; l'unicité est due au fait que les fibres d'un revêtement sont des espaces discrets. La propriété de relèvement des homotopies existe dans de nombreuses situations, telles que la projection dans un fibré vectoriel, ou dans une fibration, où l'unicité du relèvement n'est plus assurée.

## Définition formelle
Supposons désormais que toutes les cartes sont des fonctions continues d'un espace topologique à un autre. Étant donné une application {\displaystyle \pi \colon E\to B}, et un espace {\displaystyle X\,}, on dit que {\displaystyle (X,\pi )} a la propriété de relèvement des homotopies,, si:
- pour toute homotopie {\displaystyle f\colon X\times [0,1]\to B}, et
- pour n'importe quelle application {\displaystyle {\tilde {f}}_{0}\colon X\to E} relevant {\displaystyle f_{0}=f|_{X\times \{0\}}} (c'est-à-dire que l'on a {\displaystyle f_{0}=\pi \circ {\tilde {f}}_{0}}),

il existe une homotopie {\displaystyle {\tilde {f}}\colon X\times [0,1]\to E} relevant {\displaystyle f\,} (c'est-à-dire {\displaystyle f=\pi \circ {\tilde {f}}}) qui satisfait également {\displaystyle {\tilde {f}}_{0}=\left.{\tilde {f}}\right|_{X\times \{0\}}}.
Le carré extérieur (sans la flèche en pointillé) commute si et seulement si les hypothèses de la propriété de relèvement sont vérifiée. Un relèvement {\displaystyle {\tilde {f}}} correspond à une flèche en pointillé faisant commuter le diagramme.
Si l'application {\displaystyle \pi \,} satisfait la propriété de relèvement des homotopies par rapport à tout espace X, alors {\displaystyle \pi \,} s'appelle une fibration.
Une notion plus faible de fibration est la fibration de Serre, pour laquelle le relèvement d'homotopie n'est requis que pour tous les CW-complexes {\displaystyle X}.

## Généralisation : propriété d'extension de relèvement des homotopies
Il existe une généralisation commune de la propriété de relèvement des homotopies et de la propriété de prolongement des homotopies. Étant donné une paire d'espaces {\displaystyle X\supseteq Y}, on note simplement{\displaystyle T\mathrel {:=} (X\times \{0\})\cup (Y\times [0,1])\subseteq X\times [0,1]}. Soit de plus une application {\displaystyle \pi \colon E\to B}, on dit que {\displaystyle (X,Y,\pi )} a la propriété d'extension de relèvement des homotopies si :
- Pour toute homotopie {\displaystyle f\colon X\times [0,1]\to B}, et
- Pour tout relèvement {\displaystyle {\tilde {g}}\colon T\to E} de {\displaystyle g=f|_{T}}, il existe une homotopie {\displaystyle {\tilde {f}}\colon X\times [0,1]\to E} qui couvre {\displaystyle f} (i.e. tel que {\displaystyle \pi {\tilde {f}}=f} ) et prolonge {\displaystyle {\tilde {g}}} (i.e. tel que {\displaystyle \left.{\tilde {f}}\right|_{T}={\tilde {g}}} ).

La propriété de relèvement des homotopies de {\displaystyle (X,\pi )} est obtenue en prenant {\displaystyle Y=\emptyset }, de sorte que {\displaystyle T} soit simplement {\displaystyle X\times \{0\}}.
La propriété d'extension d'homotopie de {\displaystyle (X,Y)} est obtenue en prenant {\displaystyle \pi } constante.

## Remarques
1. ↑  Sze-Tsen Hu, Homotopy Theory, 1959 (lire en ligne) page 24
2. ↑  Dale Husemoller, Fibre Bundles, 1994 page 7